# Arturo Palma
Arturo Adolfo Palma Cisneros (ur. 16 stycznia 2002 w mieście Meksyk) – meksykański piłkarz występujący na pozycji skrzydłowego, od 2025 roku zawodnik Necaxy.